# Gunnar Burström

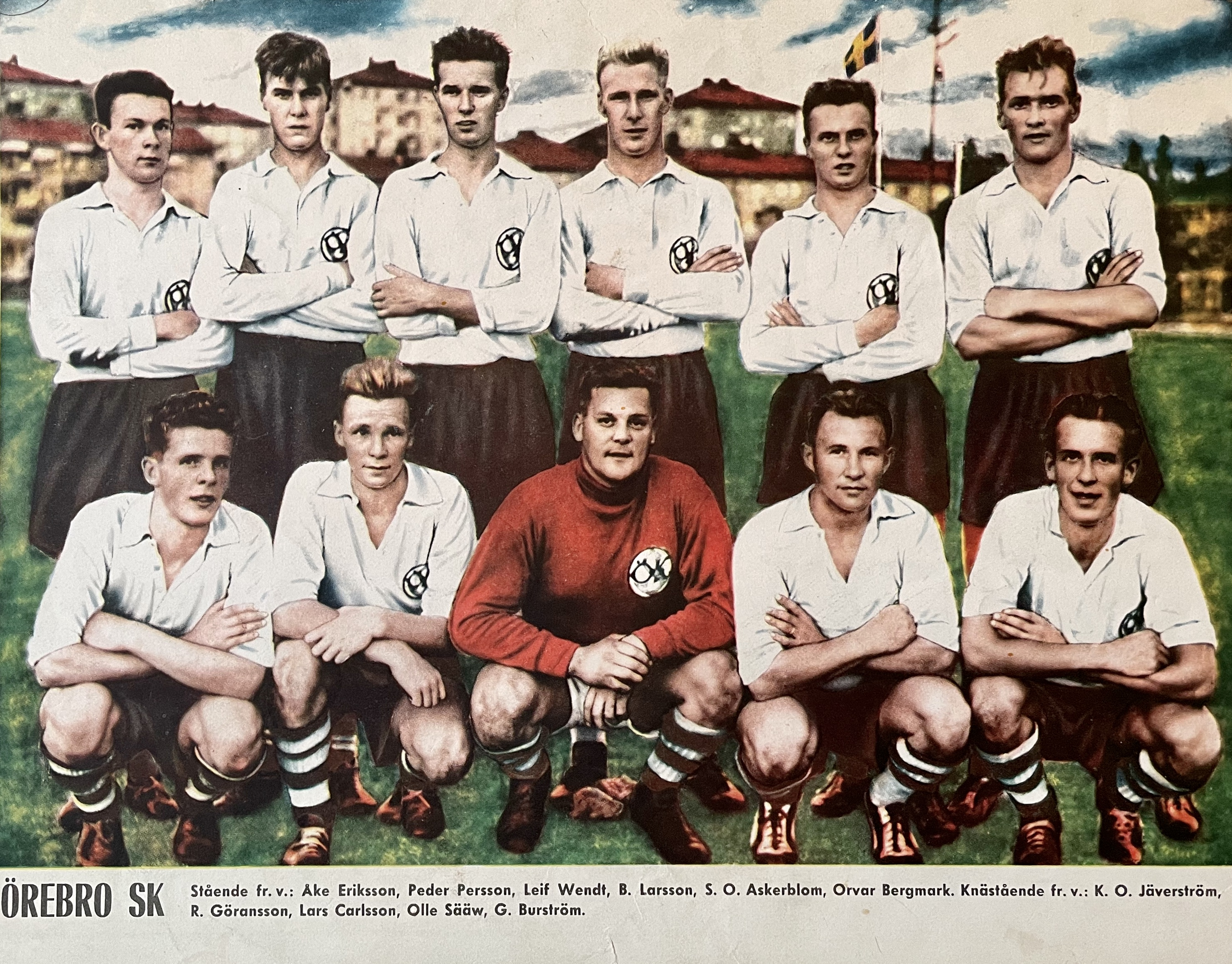
Örebro SK Fotboll 1958 med spelare som Gunnar Burström (knästående längst till höger), Leif Wendt, Orvar Bergmark, Olle Sääw och målvakten Lars Carlsson.

Erik Gunnar Burström, född 2 augusti 1932 i Arboga stadsförsamling i Västmanlands län, död 20 januari 2018 i Kumla, Örebro län, var en svensk fotbollsspelare som gjorde debut i allsvenskan i april 1952 som 19-åring. Under sina 11 år i Örebro SK spelade han 200 seriematcher från start till full tid utan att råka ut för några allvarliga skador.
Han spelade en B-landskamp 1961 mot Norge i Stavanger, vilken slutade 0-3 i svensk favör.
Gunnar blev bronsmedaljör 1961 i allsvenskan. Han dog den 20 januari 2018 och begravdes 27 februari samma år.